# Suffer the Little Children (ER)
Suffer the Little Children is de eenentwintigste aflevering van het vierde seizoen van de televisieserie ER, die voor het eerst werd uitgezonden op 7 mei 1998.

## Verhaal
Dr. Ross besluit om de baby die door haar moeder verslaafd is aan methadon versneld af te laten kicken. Hij doet dit met hulp van Hathaway, en besluit dit tegen niemand te zeggen. Hij beseft echter wel dat hij hiermee zijn baan op het spel zet.
Jeanie Boulet voelt zich de laatste dagen steeds beroerder en is bang dat haar hiv opspeelt, en wend zich naar dr. Weaver voor hulp.
Dr. Del Amico krijgt bezoek van haar ex-vriend uit Philadelphia, hij doet onderzoek op de SEH naar de vraag voor een vaste kinderarts. Dr. Carter is niet echt blij met zijn komst en heeft moeite met zijn aanwezigheid. Dr. Del Amico heeft ondertussen een televisiedominee als patiënte. Zij heeft moeite met het feit dat haar patiënte haar ziekte gebruikt om zo geld in te zamelen.
Dr. Corday is bang dat dr. Romano achter haar relatie met dr. Benton is gekomen. Zij is bang dat dit haar beurs kan kosten voor haar opleiding bij dr. Romano.

## Rolverdeling

### Hoofdrollen
- Anthony Edwards - Dr. Mark Greene
- George Clooney - Dr. Doug Ross
- Noah Wyle - Dr. John Carter
- Jonathan Scarfe - Chase Carter
- Frances Sternhagen - Millicent Carter
- Eriq La Salle - Dr. Peter Benton
- Laura Innes - Dr. Kerry Weaver
- Alex Kingston - Dr. Elizabeth Corday
- Maria Bello - Dr. Anna Del Amico
- Paul McCrane - Dr. Robert Romano
- John Aylward - Dr. Donald Anspaugh
- Kenneth Tigar - Dr. Keinholz
- James Le Gros - Dr. Max Rocher
- Gloria Reuben - Jeanie Boulet
- Julianna Margulies - verpleegster Carol Hathaway
- Ellen Crawford - verpleegster Lydia Wright
- Conni Marie Brazelton - verpleegster Connie Oligario
- Laura Cerón - verpleegster Chuny Marquez
- Deezer D - verpleger Malik McGrath
- Gedde Watanabe - verpleger Yosh Takata
- Dinah Lenney - verpleegster Shirley
- Brian Lester - ambulancemedewerker Brian Dumar
- Emily Wagner - ambulancemedewerker Doris Pickman
- Kristin Minter - Randi Fronczak
- Erica Gimpel - Adele Newman

### Gastrollen (selectie)
- Gary Grubbs - Emmet Chambliss
- Swoosie Kurtz - Tina Marie Chambliss
- Sam Vlahos - Pablo
- Taylor Nichols - Mr. Adams
- Amanda Wyss - Mrs. Adams
- Alice Amter - Dr. Miriam Nagarvala
- James Kiriyama-Lem - Dr. Mitsuma
- Tom Troupe - Tancred Baumgartner
- Elisa Gabrielli - Inga Peterson
- Jesse Garcia - Daniel Rodriguez
- Margarita O'Quendo - Marta Rodriguez